# سنجاب نواری هیمالیا
سنجاب نواری هیمالیا، سنجاب نواری برمه‌ای یا سنجاب نواری غربی (نام علمی: Tamiops mcclellandii) نام یک گونه از زیرخانواده زیباسنجابیان است.